# Christiaan Winter
Christiaan Bert Winter (Den Haag, 23 maart 1967) is een Nederlands kerkmusicus, koordirigent, componist en beiaardier.

## Levensloop

### Studie
Winter werd geboren in Den Haag in een gereformeerd gezin. Hij bezocht de Christelijke Scholengemeenschap in Rijswijk. Aanvankelijk speelde hij op een elektrisch orgel, totdat hij op zijn 12e les kreeg op een kerkorgel. Hierna studeerde hij orgel- en kerkmuziek aan de Hogeschool voor de Kunsten en het Nederlands Instituut voor Kerkmuziek in Utrecht waar hij les kreeg van Reinier Wakelkamp en Krijn Koetsveld. Hij studeerde in 1993 af.

### Loopbaan
Winter werd in 1989 benoemd tot organist van de Morgensterkerk in Bilthoven, gevolgd door de Ontmoetingskerk in Oud-Beijerland (1993) en de benoeming tot cantor van de Oude Kerk (1996) in Amsterdam. In de Oude Kerk was hij dirigent van de Sweelinckcantorij. Daarnaast leidde hij ook vele andere koren. Verder was hij ook organist in de plaatsen Scheveningen en Nieuwegein. 
Als tenor zong hij ook in de katholieke Basiliek van de Heilige Nicolaas. Tussen 1998 en 2009 was hij bij de NCRV werkzaam als presentator van de radioprogramma's Woord op Zondag en Te Deum laudamus. Begin 21e eeuw was hij muziekdocent aan het Theologisch Seminarium van de Protestantse Kerk in Nederland en het Koninklijk Conservatorium in Den Haag. Sinds 2009 is hij stadsbeiaardier in Alkmaar. Hij bespeelt hier het carillon van de Grote- of Sint-Laurenskerk.
In 2023 promoveerde Winter aan de Vrije Universiteit met een proefschrift over Willem Vogel.

## Composities
- Bij U is de bron van het leven
- Alles op aarde zing Gods eer
- Bergen kunnen het
- Vol vreugde put je water
- Met hart en ziel maak ik Hem groot
- Christus gaat voor alles uit en alles rust in Hem
- Die ons gedenkt
- Als ik slaap en droom van morgen
- Die met ons deelt het brood als onder vrienden
- Licht van Pasen, zondagslicht
- Kom tot ons, God
- Wij geloven met hart en ziel
- Hoor ons bidden, God, en luister
- Zijn dood gedenken wij
- De Leidsman ten leven is ondergegaan
- Met de boom des levens
- De oorsprong van leven en licht
- Juich, rechtvaardigen, voor uw God
- Als op het einde van de weg